# Carodista
Carodista is een geslacht van vlinders van de familie Lecithoceridae.

## Soorten
- C. afghana Gozmany, 1978
- C. flagitiosa (Meyrick, 1914)